# 2000 (газета)
Формат 2000 («Газе́та 2000», «Еженеде́льник 2000») — всеукраинский общеполитический еженедельник, который издавался в Киеве с 29 ноября 1999 года. Первоначально газета отражала будущие события на Украине, которые должны произойти в 2000 году, что изначально и было отражено в его названии. С 14 марта по 11 апреля 2014 года издание не выходило в связи с давлением властей и поиском новой типографии. Но сайт еженедельника 2000.net.ua функционировал и более того был произведён его ребрендинг и запущен новый портал 2000.ua.
В печатном виде выходил до 2014 года, по пятницам на русском и украинском языках в одной двуязычной версии (большинство статей на русском). Цветное издание, формат 54 х 35 см, 4 блока (суммарно — 32 страницы; ранее было 6 блоков и издавалась как полным комплектом из 6 блоков, так и поблочно: 4+1+1). Тираж на 21 января 2009 года — 332 000 экземпляров. География распространения в 2009 году — вся Украина; при этом в Киеве в розницу в 2008 году продавалось 50 % экземпляров газеты, на остальной Украине — 22 %, по подписке — 28 %. Издание имело свою телестудию.
Основана газета «2000» автором проекта Сергеем Кичигиным, с момента основания и до самой смерти (9 января 2019 года) он был бессменным главным редактором этой газеты. До этого он был основателем газеты «Киевские ведомости», в которой был главным редактором в 1993—1996 годах. Он же являлся автором многих проектов в электронных и печатных СМИ, например, идеи популярного телешоу «Клуб „Белый попугай“».

## Формат издания
Еженедельник структурно подразделяется на ряд тематических изданий: в частности «2000 — Держава», «2000 — Свобода слова», «2000 — Аспекты» и др.
Блоки в газете (по 8 страниц):
- «Форум»
- «Держава»
- «Аспекты»
- «Свобода слова»
- «Уикенд». С 1 марта 2014 года временно приостанавливается издание еженедельника «Уикенд». (В качестве компенсации подписчики будут получать еженедельник «Земля-2000»).
- «Земля — 2000» (с 2008 года)
- Неделя Украины (до 2009 года)
- Спорт-ревю (до 2009 года)
- Рынок (с 2010 года)
- В блогах (с 2011 года)

## Характер и направленность издания
По мнению исследователя Е. Крючковой, в материалах газеты «2000» в отношении политических деятелей наиболее часто встречаются индивидуально-личностные и социальные характеристики, при этом в ней практически отсутствуют внешние и символические характеристики.
Материалы газеты «2000» содержат значительное количество писем, пришедших в редакию и публикуемых журналистами газеты. Они публикуются в рубриках «Письмо в тему», «Из писем», «Нам пишут», «Нам пишут и звонят», «Читатель — газета», «Реалии», «Социум», «Амплитуда», «Нация». При этом авторы этих писем активно выражают свои политические взгляды и гражданскую позицию. Кандидат филологических наук Е. Куварова, исследуя состав таких писем, отмечает, что они как правило «посвящены общественно важным вопросам и органически встраиваются в дискурс данного печатного издания, развивая темы, освещаемые профессиональными журналистами, или полемизируя с их мнениями».
Газета моделирует «прецедентные ситуации» (некие «эталонные», «идеальные» ситуации, связанные с набором определённых коннотаций). Исследователь Т. Алексеева пишет, что «данная реминисценция обладает экспрессивной и оценочной функцией, а также выполняет парольную функцию, то есть автор тестирует читателя на принадлежность к определённой социальной группе, ознакомленной с мифологемой».
В некоторых обзорах газета часто называлась ресурсом, «традиционно симпатизирующим» Партии регионов.

## Оценки издания
В феврале 2006 года пресс-атташе посольства США на Украине Брент Майерс обвинил газету «2000», близкую к структурам СДПУ(О), в использовании «темников», когда в издании была опубликована статья о причастности правительства США к терактам 11 сентября 2001 года в Нью-Йорке.
По оценке Института национальной памяти Украины, осуществлённой в 2009 году в связи с мониторингом институтом информационного фона вокруг голода на Украине 1932—1933 годов, газета 2000, позиционируя себя всеукраинской газетой, исповедующей все взгляды и направления, содержит при этом публикации тенденциозного характера, а её авторы отстаивают идеи, «берущие начало в советской пропаганде» и «характерные современной России». В качестве основных авторов упоминаются академик Пётр Толочко, журналист Сергей Лозунько, доктор исторических наук и политический деятель Дмитрий Табачник, политолог Владимир Корнилов и другие. При этом, институт отмечает, что иногда в газете встречаются «вкрапления» других мыслей, но они выглядят как «одинокий островок среди бескрайнего моря».
С другой стороны, известные российские писатели и учёные Жорес и Рой Медведев сотрудничают с газетой, начиная с 2001 года, и позитивно оценивают её деятельность.

С 2001 года началось моё и Роя сотрудничество с новой большой киевской газетой – еженедельником «2000», создателем и главным редактором которой был Сергей Александрович Кичигин, журналист,  писатель и историк. Эта газета, по нашему с Роем мнению, была лучше любой российской.
— 

## Документальные фильмы

Заставка газеты в 2010 году: переворачивающийся календарь

В 2007 и 2009 годах еженедельник «2000» выпустил два документально-публицистических фильма.

### Окаянные дни
Документально-публицистический фильм 2007 года об истоках Оранжевой революции, трагедии журналиста Георгия Гонгадзе и «будущем народа, вовлечённого в масштабную политическую авантюру». Фильм назван аналогично книге-дневнику И. А. Бунина, в которой писатель с неприятием описывает большевиков и Октябрьскую революцию.
- «Окаянные дни» на сайте «2000»

### Украина — Польша. Синдром памяти
Четырёхсерийный документально-публицистический фильм 2009 года, рассказывающий о причинах и последствиях украинско-польских конфликтов (волынская резня, операция «Висла»). Снят совместно со студией KINOART.EL production. В фильме представлены эксклюзивные интервью: председателя УНА-УНСО Юрия Шухевича, автора проекта памятника польским жертвам на Волыни, скульптора Марьяна Конечного, исследователя волынских событий, польской писательницы Евы Семашко, бывших узников польского концлагеря Явожно, ветеранов УПА и 27 Волынской дивизии Армии Крайовой. Съёмки фильма происходили на Украине, в Польше и Канаде.
- Трейлер «Украина — Польша. Синдром памяти»
- Презентация «Украина — Польша. Синдром памяти»